# A2 regulatorna sekvenca
A2 je regulatorna sekvenca za insulinski gen.